# Canadian Party
Die Canadian Party war eine von John Christian Schultz 1869 gegründete politische Gruppierung in der Red-River-Kolonie, deren damaliges Zentrum Fort Garry heute als Winnipeg die Hauptstadt der kanadischen Provinz Manitoba bildet.
Sie war keine politische Partei im eigentlichen Sinn, sondern vielmehr eine Vereinigung ultra-protestantischer Siedler, die von Osten in die von Kanada 1869 gekauften Gebiete der Hudson’s Bay Company vordrangen.
Das vornehmliche Ziel der Canadian Party war die Annexion der Red-River-Kolonie durch die kanadische Regierung und deren Besiedlung durch anglophone Protestanten aus Ontario, was auf eine Vertreibung der dort bereits lebenden Cree, Assiniboine, Métis und schottischen Siedler hinauslief. Zu diesem Zweck betrieben Schultz und seine Mitstreiter im Gebiet um Fort Garry weitreichende Landspekulationen, was insbesondere bei den dort hauptsächlich ansässigen Métis unter Louis Riel großes Misstrauen erregte.

## Geschichte
Viele Mitglieder der Canadian Party waren während der Red-River-Rebellion von 1869 bis 1870 in Scharmützel mit Riels Provisorischer Regierung Manitobas verwickelt. Schultz floh Anfang 1870 nach Ontario, wo er mit Hilfe von Unterstützern der Bewegung Canada First die Hinrichtung von Thomas Scott durch die Provisorische Regierung nutzte, um die protestantische Mehrheit der dortigen Bevölkerung gegen Riel aufzubringen.
Nach der Verabschiedung des Manitoba Act im Mai 1870 „befriedete“ die kanadische Regierung die Red-River-Kolonie durch die Entsendung von Milizen unter Oberst Garnet Joseph Wolseley, wodurch die Provisorische Regierung in das Exil getrieben wurde und die Métis ohne ihre Führung verblieb. Die Canadian Party wurde jedoch auch nicht in die Regierung der neuen Provinz Manitoba einbezogen, denn die kanadische Regierung unter John A. Macdonald setzte auf eine versöhnliche Politik gegenüber den lokalen ethnischen, sprachlichen und religiösen Gruppen, und der erste eingesetzte Gouverneur Adams George Archibald nahm keinen von Schultz’ Mitstreitern in seine Regierung auf.
Bei den ersten Wahlen zu Manitobas Parlament im Dezember 1870 war die Canadian Party die einzige Opposition gegenüber der Provinzverwaltung und gewann nur fünf Sitze. Schultz selbst unterlag im Wahlbezirk von Winnipeg und St. John. Nach der Wahl verblieb die Canadian Party als lose Interessenvereinigung gewaltbereiter, extremistischer Protestanten, was Gouverneur Archibald dazu veranlasste, Premier Macdonald besorgt vor deren Versuchen zu warnen, die Métis zu vertreiben. Tatsächlich waren Übergriffe der Canadian Party und verbliebener Milizen auf die Métis auch ein Grund für deren Rückzug Richtung Westen, der Hauptgrund dürfte dennoch die Ausrottung der Büffel in dem Gebiet gewesen sein, die für den Lebensunterhalt der Métis elementar waren. Doch auch die Canadian Party löste sich in den folgenden Jahren auf und einige ihrer Mitglieder kandidierten später für Konservative oder Liberale.